# La señora de Georges Charpentier y sus hijos
La Sra. de Georges Charpentier y sus hijos (en francés: Madame Georges Charpentier et ses enfants ) es una pintura de Pierre-Auguste Renoir. Es un retrato de la esposa del editor George Charpentier y sus dos hijos. Con este trabajo, el pintor regresó al Salón de París después de una larga ausencia, donde tuvo éxito. Hoy en día forma parte de la colección del Museo Metropolitano de Arte de Nueva York .

## Presentación
Georges Charpentier (1846-1905) fue un editor literario que tuvo en su fondo a los escritores franceses más importantes de la segunda mitad del siglo XIX, por ejemplo, Zola, Flaubert, Huysmans y Maupassant. Junto con su esposa Marguerite-Louise Lemonnier (1848-1904), ocupó un lugar destacado en los círculos intelectuales de París. En 1878 le pidió a Renoir que pintara un retrato de su esposa y sus dos hijos, Georgette-Berthe (1872-1945) y Paul-Émile-Charles (1875-1895). Este último, ahijado de Zola, aparece entre su madre y su hermana. La ropa idéntica para niños y niñas pequeños era muy normal en el momento en que se realizó la pintura. La Sra. Charpentier está vestida con un sencillo pero elegante vestido negro de Worth, el modisto parisino más importante de la época. La pintura se realizó en la casa de los Charpentier en la Rue de Grenelle, donde se aprecia un boudoir en estilo japonés. Renoir pinta esta decoración, que era muy popular entre los burgueses ricos en la época, un poco fuera de foco. El lujo y el estilo de la casa Charpentier y sus residentes han sido pintados de manera muy refinada por Renoir, colocándolo en la tradición de artistas como Rubens y Fragonard. Presagia su ruptura con el impresionismo .
En 1879, después de participar en las tres primeras exposiciones de los impresionistas, Renoir prefirió el Salón oficial. En parte debido a la influencia de la Sra. Charpentier, el trabajo recibió un lugar particularmente favorable allí, por lo que recibió mucha atención. Proporcionará al pintor una serie de nuevas comisiones de retratos.

## Origen
- 1878: Georges Charpentier compra la pintura de Renoir. Según Théodore Duret, el precio fue de 1.500 francos franceses.
- 11 de abril de 1907: después de la muerte de Georges Charpentier, la pintura se ofrece a la venta. Paul Durand-Ruel la adquiere para el Museo Metropolitano de Arte por 84.000 francos.